# Enlightened Rogues
| 전문가 평가                   | 전문가 평가 |
| 평가 점수                     | 평가 점수   |
| 출처                          | 점수        |
| ----------------------------- | ----------- |
| Allmusic                      | [ 1 ]       |
| Rolling Stone                 | (Not Rated) |
| Christgau's Record Guide      | C+          |
| Encyclopedia of Popular Music | [ 4 ]       |

《Enlightened Rogues》는 미국의 록 밴드 올맨 브라더스 밴드의 여섯 번째 스튜디오 음반이다. 톰 다우드가 프로듀싱한 이 음반은 1979년 2월, 미국에서 카프리콘 레코드와 폴리그램에 의해 발매되었다. 올맨 브라더스 밴드는 마약 복용의 증가로 증폭된 내부 혼란 이후 1976년에 해체되었다. 밴드 멤버들은 그레이트 서던, 씨 레벨, 그리고 그렉 올맨 밴드 사이에서 다른 활동으로 분열되었다. 기타리스트 디키 베츠는 1978년 재결합의 가능성으로 그의 밴드 멤버들에게 접근했다. 두 명의 이전 멤버들이 돌아오기를 거부한 후, 그들은 새로운 멤버를 추가했고, 이것은 기타리스트 댄 톨러와 베이시스트 데이비드 골드플라이스를 포함하는 첫 번째 멤버가 되었다. 플로리다주 새러소타에서 함께 살면서, 그들은 1978년 가을에 리허설을 하고 그들의 다음 음반을 위한 자료를 썼다.
그들은 그해 12월, 《Enlightened Rogues》를 녹음하기 시작했고, 녹음은 새해로 뻗어나갔다. 세션은 플로리다주 마이애미의 크리테리츠 스튜디오에서 초기 올맨 브라더스 음반의 트리오를 작업한 프로듀서 톰 다우드와 함께 열렸다. 그룹은 비스케인 만이 내려다보이는 집에 머물렀고, 이는 멤버들 간의 단결을 촉진시켰다. 녹음 과정은 부드럽고 유쾌했으며, 멤버들은 앞서 느꼈던 나쁜 감정에 비해 서로에 대한 예의를 보였다. 음반의 제목은 원래 기타리스트 듀안 올맨이 밴드를 묘사할 때 사용했던 "세상은 계몽된 악당과 종교적 바보인 두 개의 위대한 학교로 만들어졌다"라는 인용구에서 따왔다.
이 음반은 미국에서 상업적인 성공을 거두었는데, 9위로 정점을 찍고 미국 음반 산업 협회 골드 인증을 받았다. 〈Crazy Love〉는 29위에 오르며 이 그룹의 3개의 톱 40 히트곡 중 두 번째 곡이었다. 그럼에도 불구하고 카프리콘은 그 해 가을 파산 신청을 했고, 올맨 브라더스는 아리스타 레코드에 계약을 맺게 되었다.

## 배경
그들의 다섯 번째 스튜디오 음반인 《Win, Lose or Draw》 (1975년)의 중대하고 상업적인 실패 이후, 올맨 브라더스 밴드는 전국 투어를 계속했고, 그들의 경력에서 가장 큰 군중들 중 일부에게 41개의 쇼를 공연했다. 그 쇼들은 활기가 없는 것으로 여겨졌고 멤버들은 약물 사용에 있어서 과도했다. "절단점"은 그렉 올맨이 초기 로드 매니저 스쿠터 헤링의 재판에서 증언했을 때 왔다. 밴드메이트들은 그를 "망나니"로 여겼고, 그는 죽음의 위협을 받아 법적인 보호에 이르게 되었다. 헤링은 코카인을 유통하려는 음모의 다섯 가지 혐의로 유죄를 받았고 75년 형을 받았지만, 나중에 그가 더 적은 형을 받음에 따라 번복되었다. 올맨은 헤링이 그에게 거래를 받아들이라고 말했고, 그가 그것에 대해 책임을 질 것이라고 항상 주장했지만, 그럼에도 불구하고, 그 밴드는 그와 의사소통하기를 거부했다. 그 결과, 밴드는 마침내 해체되었다. 척 리벨, 라마 윌리엄스, 자이 조하니 조한슨은 씨 레벨에서 계속 함께 연주했고, 디키 베츠는 그레이트 서던을 결성했고, 올맨은 그렉 올맨 밴드를 설립했다.
베츠는 1978년 재결합의 가능성을 가지고 올맨에게 접근했다. 딜라우디드와 보드카에 중독되었던 올맨은 해독 프로그램을 마친 후 그의 전 밴드 동료들을 만났다. 올맨, 베츠, 버치 트럭스, 그리고 조한슨에는 모두 개혁에 동의했다. "아무도 76년 전의 일들이 어떻게 끝났는지에 만족하지 않았고, 시간의 흐름, 서로를 음악적으로 그리워하는 것, 그리고 돈의 모든 것이 우리가 과거를 뒤로 미루는 것을 더 쉽게 만들었다"라고 올맨은 나중에 썼다. 함께, 그 밴드의 나머지는 뉴욕의 센트럴 파크에서 8월에 있었던 콘서트 동안 그레이트 서던에 5곡을 위해 합류했다.

## 곡 목록
| #  | 제목                       | 작사·작곡     | 재생 시간 |
| -- | -------------------------- | ------------- | --------- |
| 1. | 〈Crazy Love〉             | 디키 베츠     | 3:44      |
| 2. | 〈Can't Take It With You〉 | 베츠, 돈 존슨 | 3:33      |
| 3. | 〈Pegasus〉 (기악)         | 베츠          | 7:31      |
| 4. | 〈Need Your Love So Bad〉  | 존 머티스     | 4:01      |

| #  | 제목                     | 작사·작곡                   | 재생 시간 |
| -- | ------------------------ | --------------------------- | --------- |
| 1. | 〈Blind Love〉           | B. B. 킹, 줄스 타우브       | 4:37      |
| 2. | 〈Try It One More Time〉 | 베츠, 데이비드 골드플라이스 | 5:04      |
| 3. | 〈Just Ain't Easy〉      | 그렉 올맨                   | 6:06      |
| 4. | 〈Sail Away〉            | 올맨, 존 룬달               | 3:34      |